# 로스트 넘버
《로스트 넘버》(LOST NUMBER)는 한국의 동인 게임 제작 서클인 팀 디바이스의 다섯 번째 작품으로,  '오컬트 SF'를 표방하는 노벨 게임 스타일의 어드벤처 게임이다.
2008년 3월에 공개된 체험판은 여름에 발표할 예정인 석양편(夕陽篇)의 프롤로그 격인 1부를 편집하여 제작한 것으로, 주인공들의 일상 생활을 보여주며 등장 인물들과 배경의 설명을 하는 도입부의 형식으로 구성되어 있다.
현재 그래픽 작업 사정으로 프로젝트가 동결되었다.